# Angela Scherz
Angela Scherz (* 1976 in Soest)  ist eine deutsche Schauspielerin.

## Leben
Angela Scherz wurde 1976 in Soest geboren und studierte von 1998 bis 2002 Schauspiel an der Hochschule für Musik und Theater „Felix Mendelssohn Bartholdy“ Leipzig. Im Anschluss hatte sie von 2002 bis 2004 ein Festengagement an den Städtischen Bühnen Münster und ab 2004 am Staatstheater Karlsruhe, bevor sie 2006 nach Berlin ging. Hier ist sie seitdem als Schauspielerin (z. B. am Deutschen Theater Berlin) und als Schauspieldozentin tätig (z. B. an der Hochschule für Schauspielkunst Ernst Busch, Filmuniversität Babelsberg Konrad Wolf). Von 2011 bis 2012 absolvierte sie einen einjährigen Kurs zur Meisner-Technik im Actors Space Berlin. Ab 2012 gab sie an der Folkwang Universität der Künste Grundlagenunterricht.
Im Fernsehen spielt sie vorwiegend in Serien und war unter anderem in Polizeiruf 110, SOKO Leipzig oder In aller Freundschaft – Die jungen Ärzte zu sehen.

## Filmografie
- 2011: SOKO Wismar
- 2015: In aller Freundschaft
- 2016: SOKO Leipzig (Folge: Schutzlos)
- 2018: Tiere bis unters Dach
- 2018: Unschuldig
- 2018: Polizeiruf 110: Mörderische Dorfgemeinschaft
- 2019: Mein Schwiegervater, der Camper
- 2019: Die Bergretter
- 2019: In aller Freundschaft – Die jungen Ärzte
- 2021: Tiere bis unters Dach
- 2022: Servus Papa – See You in Hell (Kinofilm)